# Aimé Haegeman
Aimé Haegeman  (Stabroek, 19 oktober 1861 - Etterbeek, 19 september 1935) was een Belgisch ruiter, die gespecialiseerd was in springen. 

## Levensloop
Haegeman won in 1900 olympisch goud bij springconcours. Hij was een officier in het lanciersregiment en een instructeur op de cavalerieschool in Ieper.

## Resultaten
- Olympische Zomerspelen 1900 in Parijs  springconcours met Benton II

1900: Aimé Haegeman ·
1912: Jean Cariou ·
1920: Tommaso Lequio di Assaba ·
1924: Alphonse Gemuseus ·
1928: František Ventura ·
1932: Takeichi Nishi ·
1936: Kurt Hasse ·
1948: Humberto Mariles ·
1952: Pierre Jonquères d'Oriola ·
1956: Hans Günter Winkler ·
1960: Raimondo D'Inzeo ·
1964: Pierre Jonquères d'Oriola ·
1968: William Steinkraus ·
1972: Graziano Mancinelli ·
1976: Alwin Schockemöhle ·
1980: Jan Kowalczyk ·
1984: Joe Fargis ·
1988: Pierre Durand ·
1992: Ludger Beerbaum ·
1996: Ulrich Kirchhoff ·
2000: Jeroen Dubbeldam ·
2004: Rodrigo Pessoa ·
2008: Eric Lamaze ·
2012: Steve Guerdat ·
2016: Nick Skelton ·
2020: Ben Maher ·
2024: Christian Kukuk